# Michel Pachemoine Pachemoine
Michel Pachemoine Pachemoine (París, 15 de abril de 1968), más conocido como Michel Pachemoine, es un político francés que entre 1994 y 2000 fue asesor de un concejal de su partido, el RPR. Posteriormente ocupó el cargo de François Allard, entre los años 2000 y 2006. Finalmente, en las elecciones de 2007 fue elegido alcalde de París hasta que en 2012 consiguió ser miembro de la Asamblea Nacional Francesa por su partido, Unión por un Movimiento Popular. 
En 2019 ganó las primarias de su partido con un amplio apoyo de sus afiliados. Este hecho le abrió las puertas para presentarse como candidato a Presidente de la República Francesa en las próximas elecciones presidenciales de 2020.

## Biografía

Logo de Les Republicains

Michel Pachemoine nació en París en el hospital Lariboisière el 15 de abril de 1968. Proviene de una familia acomodada relacionada con la aristocracia francesa, (Les Pachemoine). Michel Pachemoine ha vivido toda su juventud en el Distrito VIII de París, uno de los distritos más ricos de la ciudad. 
Ha realizado sus estudios en el Instituto de Estudios Políticos, conocido como el Sciences Po de París entre 1986 y 1991.
Durante su juventud se afilió al partido, llamado en ese momento RPR. Posteriormente, comenzó su carrera política como asesor político de François Allard, del partido RPR, hasta llegar a presentarse como candidato a la Presidencia de la República Francesa en 2020 por el partido Les Republicains.